# Dream On feat. 三浦大知
「Dream On feat. 三浦大知」（ドリーム・オン）は、2012年5月16日にソニー・ミュージックレコーズから発売された福原美穂の9枚目のシングル。

## 解説
「ソウルEP」シリーズ初のシングルカットされたソウル・コラボシリーズ第3弾。コラボ初の男性シンガー・三浦大知を迎えた。
初回生産限定盤には「Dream On feat. 三浦大知」のミュージック・ビデオとレコーディングドキュメントが収録されたDVDが同梱されている。ビデオクリップの撮影は教会で行われた。

## 収録曲

### CD
1. Dream On feat. 三浦大知
  - 作詞：福原美穂／作曲：FAST LANE、ERIK LIDBOM
2. Dream On (ピアノ弾き語りver.)
3. O2 feat. AI -Seiji Bassment mix
  - 作詞：MOMO"mocha"N.／作曲：SKYBEATS、JOVEEK MURPHY、DAISUKE SHIKATA
4. Dream On (Instrumental)

### DVD
1. Dream On  - Live Recording (acoustic version) at NOGIZAKA STUDIO
2. Dream On feat. 三浦大知 - Recording Documentary